# Vjačeslav Fetisov
(Dave Lewis, assistant coach dei Detroit Red Wings)
Vjačeslav Aleksandrovič Fetisov, detto Slava (in russo Вячеслав Александрович Фетисов?; Mosca, 20 aprile 1958), è un ex hockeista su ghiaccio, allenatore di hockey su ghiaccio e politico russo, fino al 1991 sovietico.
È stato ministro dello sport in Russia. Ha il grado civile di Consigliere di Stato effettivo della Federazione Russa di 1ª classe.

## Carriera
Considerato uno dei migliori hockeisti della scuola sovietica, giocava come difensore. Cresciuto nel CSKA Mosca, si distinse non solo per il suo talento, ma anche per il suo comportamento fuori dal ghiaccio.
Fetisov a 16 anni fu inserito nelle formazioni giovanili del CSKA, in cui espresse immediatamente il proprio talento difensivo, meritandosi la convocazione non solo per la nazionale sovietica juniores (che vinse il titolo mondiale nel 1977 e nel 1978), ma anche per quella maggiore, con cui debuttò a soli 19 anni; nella prima partita con la maglia rossa CCCP, avvenuta il 22 aprile 1977 contro la Finlandia, Fetisov realizzò una rete.
Fetisov aveva conquistato la piena fiducia da parte dei tecnici e ben presto si trasformò nel miglior difensore europeo (e forse anche mondiale): Slava in breve tempo diventò il capitano, il leader sia del CSKA, sia dell'URSS, conducendo le due formazioni a risultati eccezionali, quali dodici successi nel campionato sovietico, sette titoli mondiali, due medaglie d'oro olimpiche (1984 e 1988), una Canada Cup.
Tecnicamente, Fetisov era non solo dotato di una grande mobilità e di ottimo senso della posizione, che gli permettevano di proteggere il proprio portiere in maniera perfetta, ma anche di grande intelligenza ed istinto hockeistico, con cui creava delle splendide occasioni da rete per i propri compagni di squadra. L'Unione Sovietica degli anni ottanta, con la Linea KLM (la linea d'attacco formata da Vladimir Krutov, Igor' Larionov e Sergej Makarov) coperto in difesa da Aleksej Kasatonov e Slava Fetisov, continuava la grande tradizione dei decenni passati; l'eredità lasciata da Majorov, Firsov e da Charlamov, Michailov e Malcev era in eccellenti mani.
Oltre ai titoli di squadra, Fetisov ricevette numerosi riconoscimenti individuali: fu eletto 9 volte All-Star nel campionato sovietico, 3 volte miglior giocatore, ricevette 4 volte il trofeo Leningradskaja-Pravda (assegnato al difensore con più reti segnate), oltre all'Ordine di Lenin (consegnato dal governo sovietico) e all'Ordine Olimpico (consegnato dal CIO), senza dimenticare i numerosi premi durante le principali competizioni internazionali. Alcuni critici ritengono che Fetisov al culmine della propria carriera fosse paragonabile, se non addirittura superiore al leggendario Bobby Orr.
Nel giugno 1985, Slava Fetisov fu colpito da un dolorosissimo lutto familiare, quando il fratello minore Anatolij perse la vita in un tragico incidente stradale: il giovane Tolja era appena diciassettenne e per molti osservatori sarebbe potuto diventare un fuoriclasse.
Ovviamente le franchigie della NHL si interessarono a Fetisov fin dalle sue primissime apparizioni, cercando di convincerlo a trasferirsi oltreoceano: i primi ad interessarsi al giovane Slava furono i Montreal Canadiens, che lo scelsero nel Draft del 1978, mentre cinque anni più tardi, i New Jersey Devils lo ri-selezionarono, sperando che Fetisov potesse debuttare nella NHL; in quel periodo, il passaggio al professionismo era una pura utopia per i fuoriclasse russi, che erano obbligati dal regime comunista a rimanere in Unione Sovietica.
I primi cambiamenti avvennero durante la stagione 1988/89, quando le principali squadre sovietiche furono invitate oltre-oceano per le tradizionali amichevoli contro alcune formazioni della NHL: il 2 gennaio 1989 il CSKA disputò una partita contro i New Jersey Devils, vincendo nettamente per 5-0, ciononostante i giocatori russi ricevettero una caldissima ovazione da parte del pubblico di New Jersey, che trovò proprio in Fetisov il beniamino della serata.
Sicuramente sorpreso dal trattamento ricevuto, Fetisov decise che era arrivato il momento di lasciare l'Unione Sovietica e di trasferirsi tra i professionisti della NHL: il Capitano, assieme al compagno Igor' Larionov, si schierò apertamente contro il regime comunista e contro il tecnico Viktor Tichonov, che bloccavano ogni minima apertura verso l'Occidente; il culmine della "guerra" tra le due fazioni avvenne quando Tichonov, scosso dalle dichiarazioni di Fetisov in favore dei Devils, escluse il Capitano dalla squadra che avrebbe partecipato al Mondiale 1989, provocando una ribellione da parte dei compagni.
Il tecnico fu obbligato a richiamare Slava, ciononostante le barriere erano prossime alla rottura: il 25 maggio 1989 l'Armata Rossa annunciò il rilascio dei propri principali fuoriclasse, mentre il 1º luglio Fetisov siglò un contratto per i New Jersey Devils; l'ambientamento nella NHL fu sicuramente complesso e difficile, tuttavia in pochissimo tempo l'ex capitano del CSKA conquistò anche i numerosi detrattori, che furono costretti a riconoscere l'estremo talento del grande Slava.
Nell'aprile del 1995, dopo cinque ottime stagioni con la maglia dei Devils, Fetisov fu ceduto ai Detroit Red Wings, con cui sperava di realizzare il suo ultimo desiderio: vincere la Stanley Cup, l'unico trofeo che mancava nella sua illustrissima carriera; nonostante i 37 anni, Fetisov era tenuto in grande considerazione dal coach di Detroit Scotty Bowman, il quale sapeva che Slava, grazie a leadership e carisma, avrebbe dato un enorme contributo al successo della squadra. Nonostante l'eccezionale regular season e gli ottimi playoff nella Western Conference, la finale contro proprio i New Jersey Devils si rivelò una disfatta per la corazzata del Michigan, costretta a subire un pesante 4-0.
L'anno successivo, Detroit dominò nuovamente la regular season, vincendo il secondo President's Trophy consecutivo, ma la finale della Western Conference premiò i Colorado Avalanche, che vinsero in 6 partite, dimostrandosi più solidi e determinati: per Vjačeslav Fetisov, la Stanley Cup pareva destinata a rimanere un sogno.
Tuttavia, nel 1997 la cattiva sorte finalmente si allontanò: i Detroit Red Wings non dominarono la regular season, come negli anni precedenti, ma arrivarono ai playoff molto più carichi e compatti; nella finale della Western Conference, i Red Wings si presero la rivincita sugli Avalanche, per poi sconfiggere 4-0 i Philadelphia Flyers nella serie per la Stanley Cup. Grandi protagonisti nel trionfo di Detroit furono i celeberrimi Russian Five (Vjačeslav Fetisov e Vladimir Konstantinov in difesa, Slava Kozlov, Igor' Larionov e Sergej Fëdorov in attacco), che formarono la prima linea completamente russa nella storia della NHL.
Fetisov aveva coronato il proprio sogno e poteva finalmente leggere il proprio nome inciso sul trofeo; inoltre assieme al suo compagno Igor' Larionov aveva realizzato un poker di vittorie assolutamente strepitoso: titolo mondiale, medaglia d'oro ai Giochi olimpici, Canada Cup e Stanley Cup, cui si devono aggiungere i successi con la nazionale Under 20. Sfortunatamente, la gioia durò pochissimi giorni, poiché durante le numerosi celebrazioni, Fetisov e Konstantinov rimasero coinvolti in un terribile incidente stradale, in cui Slava rimediò solamente qualche contusione, ma il compagno rimase paralizzato; colpito dal terribile evento, Slava decise di rinviare di un anno il proprio ritiro, per onorare il proprio amico, non prima di aver portato la Stanley Cup a Mosca, dove fu osannato da migliaia di tifosi in deliro.
Nel 1997-98 i Red Wings si qualificarono per la finale della Stanley Cup, dove avrebbero affrontato i sorprendenti Washington Capitals: la squadra della capitale statunitense, tuttavia, era chiaramente inferiore e Detroit poté riconfermare il titolo vinto l'anno precedente; fu molto commovente vedere lo sfortunato Konstantinov, seduto su una carrozzella, toccare il trofeo circondato dai suoi compagni.
Dopo aver alzato per la seconda volta consecutiva la coppa, Fetisov, ormai quarantenne, decise di ritirarsi, anche se i suoi successi non erano ancora finiti: fu, infatti, ingaggiato come assistant coach dalla dirigenza dei New Jersey Devils, con cui rivinse la Stanley Cup nel 2000; pochi mesi dopo, il presidente della Federazione Russa Vladimir Putin lo premiò con una medaglia all'onore per i servizi fatti alla Madre Patria.
Il 25 agosto 2000 allo Stadio Olimpico di Mosca, Fetisov organizzò una spettacolare esibizione tra le Russian All-Stars e le World Stars, per celebrare davanti ai propri tifosi l'addio all'hockey giocato: le due squadre furono composte da numerosi campioni, come Martin Brodeur, Scott Stevens, Jari Kurri, Larry Robinson, Mark Messier, Paul Kariya e Teemu Selänne, oltre a diversi fuoriclasse russi, che ovviamente furono onorati di partecipare alla grande festa per Slava. Se Scotty Bowman fu selezionato come coach delle World Stars, la panchina delle Russian All-Stars fu invece assegnata a Viktor Tichonov, il tecnico con cui Fetisov aveva combattuto una vera e propria battaglia undici anni prima; con quell'invito, Slava volle riconoscere i meriti dell'anziano allenatore, una figura importante nella sua crescita tecnica e morale. La partita si chiuse 7-6 per i giocatori russi (che tra l'altro indossarono la divisa della CCCP), e la rete vincente fu realizzata proprio da Fetisov.
Nel 2001 Fetisov fu inserito nella Hockey Hall of Fame di Toronto, diventando il terzo russo, dopo il tecnico Anatolij Tarasov e il portiere Vladislav Tret'jak, ad entrare nel prestigioso museo, mentre un anno più tardi guidò come head coach la nazionale russa ai Giochi olimpici di Salt Lake City, conquistando la medaglia di bronzo; sempre dal 2002 Fetisov ricopre la carica di Ministro dello Sport per il governo della Repubblica Russa.
Qualche anno fa, la prestigiosa rivista Hockey News ha stilato una classifica in cui sono presentati i migliori giocatori russi di sempre e in Vjačeslav Fetisov occupava la prima posizione.

## Palmarès
- Giochi olimpici invernali
  - 2 ori (Sarajevo 1984, Calgary 1988)
  - 1 bronzo (Lake Placid 1980)